# Frontina femorata
Frontina femorata är en tvåvingeart som beskrevs av Hiroshi Shima 1988. Frontina femorata ingår i släktet Frontina och familjen parasitflugor. Inga underarter finns listade i Catalogue of Life.